# Muzazi
Muzazi är ett vattendrag i Burundi. Det ligger i den västra delen av landet, 8 km norr om huvudstaden Bujumbura.
Omgivningarna runt Muzazi är en mosaik av jordbruksmark och naturlig växtlighet. Runt Muzazi är det tätbefolkat, med 982 invånare per kvadratkilometer.